# Рамадева
Рамадева (д/н — 1273) — самраат (володар) Кашміру з династії Лохар в 1236—1243 і 1252—1273 роках.

## Життєпис
Походив з династії Вуппадеви. В більшості джерел значиться як син самраата Раджадеви. В деяких інших вказується, що був братом Самграмадеву, якого вчені розглядають переважно як онука Раджадеви.
1236 році після повалення Самграмадеви монголами на чолі із Укуту-нойона був посаджений на трон Кашміру. Зберігав вірність Монгольській імперії. Ймовірно за допомогою монголів намагався приборкати дамарів (місцевих феодалів), аргументуючи це необхідністю більш якісного збору данини. 1243 року під час відкликання основних сил монголів з Кашміру (для участі в курултаї після смерті великого хана Угедея) Самграмадева повалив Рамадеву. Останній ймовірно втік під владу монгольських фортець.
1253 року монгольські війська знову вдерлися до Кашміру, поваливши вдруге Самграмадеву. На трон знову посів Рамадева. Цього разу не наважився боротися з дамарами, внаслідок чого єдність Кашміру остаточно припинилася.
Оскільки не мав синів всиновив Лакшманадеву, який був сином брахмана. Можливо той був родичем Рамадеви за жіночою лінією. Помер 1273 року. Йому спадкував названий син.